# Тагиров, Радик Тагирович
Ра́дик Таги́рович Таги́ров (тат. Радик Таһир улы Таһиров, род. май 1982, Киндери, Татарская АССР), более известный как «Пово́лжский манья́к» — российский серийный убийца и грабитель, совершивший, согласно приговору суда, 31 убийство пожилых женщин и 3 покушения на убийство в 2011—2012 годах в разных регионах Поволжья и Урала, а также в Москве. Тагирова не могли поймать больше 8 лет с последнего преступления. Его вычислили с помощью ДНК-экспертизы в конце 2020 года. 1 декабря 2020 г. он был арестован, и уже 2 декабря суд в Казани отправил Тагирова под стражу. 21 марта 2024 года Верховным судом Татарстана приговорён к пожизненному лишению свободы.

## Биография

### Жизнь до убийств
Родился в полной семье в деревне Киндери Советского района Казани. Через несколько лет он вместе с отцом, матерью и сестрой переехали в Дербышки. Там жила его бабушка со стороны отца. По словам Тагирова, в его памяти сохранились неприятные воспоминания именно о бабушке: по его словам, она слишком его опекала и ограждала от всего. Так, пенсионерка постоянно встречала и провожала внука в школу. А если он за столом уронит ложку, то могла ею же дать по голове.
В школе Радик Тагиров начал заниматься дзюдо и тхэквондо. На соревнованиях даже два раза занимал призовое третье место. Лучше всего у него получался именно удушающий прием. О спортивной карьере он перестал думать с седьмого класса, когда начал нюхать клей. В школе Тагиров доучился до девятого класса. При этом в последний год обучения начал пробовать алкоголь и наркотики, так называемые «спайсы».
В 16 лет он поменял паспорт и фамилию. Взял мамину девичью, стал Тагировым. По словам Тагирова, это он сделал из-за отца: тот выпивал и дебоширил в семье. Когда Тагирова молодым забрали в армию, ему полгода не давали в руки оружие: по результатам медкомиссии, у него были психологические проблемы. У Радика Тагирова наблюдался невроз: он не мог спокойно сидеть на одном месте, возможно, это было из-за употребления запрещенных веществ.
В 2005 году Тагиров был приговорён к 5 годам лишения свободы за незаконное хранение оружия. Выйдя на свободу в 2010 году, Тагиров не смог найти работу, жил на улице. Однажды познакомился с неким Григорием, с которым они вместе употребляли наркотики. Иногда Радик жил у Григория в квартире. Свободное время проводил в компьютерных клубах, где по его словам мог сидеть днями. Там же познакомился со своей будущей возлюбленной, однако, по некоторым причинам не стал жить с ней и контактировать далее, подумав, что может проболтаться и быть пойманным. В период совершения преступлений побывал не только в Поволжье, но также на Урале, в Москве, где какое-то время работал распространителем листовок.

### Убийства
Первое убийство и покушение совершил 5 марта 2011 года в Казани, жертвой стала 90-летняя Насима Ишмуратова. Преступник встретил её на улице и предложил помочь донести продукты. По пути он ей пожаловался на свою сложную финансовую ситуацию. Ишмуратова хотела дать в долг 1000 рублей мужчине, так она зарабатывала, занимаясь мелким ростовщичеством. Когда они зашли в квартиру, Тагиров через несколько минут задушил её, забрал 1000 рублей и продукты. В тот же день он попытался совершить ещё одно убийство пожилой женщины, но у него не вышло. Активную серию убийств он начал совершать только через полгода.
Выбирал одиноких пожилых женщин, живущих в «Хрущёвках», предлагал им донести тяжёлые сумки или представлялся работником социальных служб, в ходе действий душил их подручными предметами, заметал следы с помощью чистящих средств, грабил и закрывал квартиры на замок, однако следователи считают, что похищение имущества жертв для убийцы приоритетным не являлось. 
Следующие 4 нападения он совершил тоже в Казани с августа по октябрь 2011 года, 3 жертвы были убиты, одна из жертв осталась жива, но не смогла его описать, так как была слепой. На третьем убийстве он не нашёл ценностей в квартире, а на четвёртом и вовсе ничего не похитил.
Последующие убийства преступник начал совершать уже за пределами Казани. Первые убийства за территорией этого региона были зафиксированы в городах Нижнекамск, Волжск и Ижевск с ноября 2011 по январь 2012 года, тогда он совершил 3 убийства, на втором он едва не попался: на момент убийства пенсионерки вернулся её сын, но преступник смог сбежать, выпрыгнув из балкона третьего этажа. Сын погибшей не запомнил внешний вид преступника. 
После этого случая, преступник выбирал жертв, живущих не выше второго этажа, чтобы в случае необходимости сбежать через окно.
Затем он совершил 3 убийства в Казани, после чего больше туда не возвращался.
Затем всё чаще начали происходить похожие по почерку убийства в пожилых женщин в Приволжском, Уральском и Центральном федеральных округах. Следователи полагали, что все они совершены одним лицом. Убийства схожим образом происходили в Нижнем Новгороде (1 убийство и покушение), Чебоксарах (2 убийства), Ульяновске (не фигурировал в суде), Уфе (4 убийства), Перми (2 убийства), Самаре (2 убийства), Екатеринбурге (2 убийства), Саратове, Ижевске (в сумме 3 убийства), Челябинске (2 убийства), Москве (1 убийство), Иваново (1 убийство), Кирове (1 убийство).
В 2012 году следователи полагали, что последние 3 убийства совершены в Уфе, там преступника дважды зафиксировала камера видеонаблюдения, но черты лица были плохо видны.
В сумме всех эпизодов, преступник похитил не менее 895 тыс. рублей.

### Розыск
Впервые публично преступника объявили в розыск 1 августа 2012 года сразу в Приволжском и Уральском федеральном округе. Тогда следователям было известно о 18 убийствах.
В 2013 году за помощь следствию была обещана награда в 1 миллион рублей. В том же году появилась версия, что преступник скрывается в Сахалинской области, но позже эту версию опровергли.
В ночь на 7 октября 2016 года в Казани предполагаемого преступника засняли видеокамеры в одном из домов на улице Чуйкова. Позже в Следственном комитете опровергли, что это был он.
6 февраля 2017 года заместитель руководителя Главного управления криминалистики СК РФ Иван Стрельцов сообщил журналистам, что у следствия есть веские основания полагать, что разыскиваемый человек является жителем Удмуртии. Он также предположил, что у этого мужчины могут оказаться списки пенсионеров. При этом следователи не исключают, что разыскиваемый может находиться в местах лишения свободы или на принудительном лечении, либо что его вообще уже нет в живых.
По словам замруководителя Главного управления криминалистики, награда за информацию, которая поможет установить личность преступника, была увеличена до 3 миллионов рублей.
На причастность к преступлениям поволжского маньяка проверяли 37-летнего уроженца Казахстана Павла Шайахметова, арестованного 28 марта 2017 года в Самаре по подозрению в убийстве трёх пожилых женщин. Подозреваемый покончил с собой.
25 мая 2017 года следователи высказали предположение, что преступник является уроженцем Татарстана и учился в одной из школ Казани.

### Арест, следствие и суд
На протяжении всех последних лет силовики собирали доказательства, изучали географию преступлений, проводили экспертизы — более 10 тысяч. Выйти на след маньяка удалось лишь в конце 2020 года: генотип убийцы, по словам следователей, совпал с биоматериалом, отобранным у его матери. След привел оперативников МВД и ФСБ в казанский поселок Дербышки — к 38-летнему слесарю, семьянину Радику Тагирову. Он недавно женился, в 2020 году у него родился сын. 1 декабря Тагирова забрали в отдел и ночевать домой уже не отпустили. На допросах Тагиров признался, что удушение казалось ему самым безболезненным способом. Нападал, потому что «хотелось кушать». В 2010 году он как раз вышел из колонии, где сидел за кражу и хранение оружия. «На улице жил. Так получилось, что воспользовался возможностью легких денег», — говорит Тагиров. Сотрудница МВД спросила его, можно ли было не убивать женщин, а ограничиться только ограблением. «Можно, — вздыхает подозреваемый. — Но я почему-то так не делал». 19 октября 2022 года стартовал судебный процесс. На суде он отказался от своих слов, заявив, что показания он давал под давлением следователей. В феврале 2024 года прокуратура потребовала для него пожизненного лишения свободы. Тагиров продолжал настаивать, что он не виновен и во время совершения убийств он был в другом городе, был наркодилером. 19 марта ему предоставили возможность сказать последнее слово, в котором он заявил всё то же самое. 21 марта его приговорили к пожизненному лишению свободы с отбытием наказания первые 10 лет в тюрьме, затем в исправительной колонии особого режима. На приговор Тагиров отреагировал спокойно, сказав «Услышал». 6 мая Тагиров обжаловал приговор, апелляционный суд Нижнего Новгорода оставил приговор без изменений.

## Список жертв[6]
1. Казань (Татарстан), ул. Батыршина, 5 марта 2011 года убита Ишмуратова (род. 1920), похищены 1 тыс. рублей и продукты
2. Казань, пр. Ибрагимова, 5 марта 2011 года — попытка убийства Фасхутдиновой (род. 1924)
3. Казань, пр. Ямашева, 21—24 августа 2011 года убита Замалиева (род. 1929), похищено 10 тыс. рублей
4. Казань, ул. Светлая, 14—17 октября 2011 года убита Сайфутдинова (род. 1926), денег и ценностей преступник в квартире не нашел
5. Казань, ул. Восстания, 18—19 октября 2011 года убита Вахтинова (род. 1929), ничего не похищено
6. Казань, ул. Новаторов, 26 октября 2011 года — покушение на убийство Фортунатовой (род. 1928), хищение 30 тыс. рублей
7. Нижнекамск, ул. Химиков, 7—9 ноября 2011 года убита Ерепова (род. 1926), похищено 20 тыс. рублей, золотое кольцо с рубином в 5 тыс. и орден Отечественной войны II степени
8. Волжск (Марий Эл), ул. Советская, 14 ноября 2011 убита Самоделкина (род. 1931), похищено 10 тыс. рублей
9. Ижевск (Удмуртия) ул. Ленина, 13 января 2012 года убита Короткова (род. 1935), похищены 10 тыс. рублей и ноутбук Аcer за 4,5 тыс. рублей
10. Казань, ул. Гагарина, 3—6 февраля 2012 года убита Яшина (род. 1927), ничего не пропало
11. Казань, ул. Гвардейская, 8 марта 2012 года убита Жалымова (род. 1929), похищено 2 тыс. рублей
12. Казань, ул. Академика Губкина, 12—14 марта 2012 года убита Гайсина (род. 1929) — похищены 5 тыс. рублей и шариковая ручка с листом бумаги
13. Нижний Новгород, ул. Лескова, 30 марта 2012 года убита Шабашова (род. 1917), ничего не похищено
14. Нижний Новгород, ул. Лескова, 30 марта 2012 года покушение на убийство Курзиной, дочь Шабашовой
15. Чебоксары (Чувашия), ул. Николаева, 1—2 апреля 2012 года убита Трофимова (род. 1929), похищено 20 тыс. рублей, поджог квартиры
16. Чебоксары, ул. Декабристов, 2—3 апреля 2012 года убита Никитина (род. 1939), похищено 500 рублей
17. Уфа (Башкортостан), пр. Октября, 4 апреля 2012 года убита Чурсина (род. 1928) похищено 60 тыс. рублей, поджог квартиры
18. Пермь, ул. КИМ, 14—15 апреля 2012 года убита Алтынова (род. 1931), ценного преступник не нашел
19. Пермь, ул. Мира 16—18 апреля 2012 года убита Петина (род. 1927), похищено 20 тыс. рублей
20. Самара, ул. Булкина 21 апреля 2012 года убита Кириллова (род. 1931), похищено 100 тыс. рублей
21. Екатеринбург, ул. Белореченская, 28 апреля 2012 года убита Шевнина (род. 1925), похищено 45 тыс. рублей и мобильник «Samsung» за 1 тыс. рублей, поджог квартиры
22. Самара, ул. Карбышева, 4 мая 2012 года убита Солодова (род. 1930), похищен мобильный телефон «Нокиа» за 500 рублей
23. Саратов, ул. Студеная, 19—20 мая 2012 года убита Савинова (род. 1936), похищено 20 тыс. рублей
24. Ижевск, ул. Красногеройская, 24—26 июня 2012 года убита Балобанова (род. 1923), похищено 20 тыс. рублей
25. Челябинск, ул. Кирова, 2—3 июля 2012 года убита Гурьянова (род. 1915) — самая старшая из жертв, похищено 7 тыс. рублей
26. Челябинск, ул. Бажова, 4 июля 2012 года убита Григоренко (род. 1931), похищено 7,1 тыс. рублей
27. Екатеринбург, ул. Шаумяна 6—7 июля 2012 года убита Малкина (род. 1926), похищено 40 тыс. рублей
28. Ижевск, Воткинское шоссе, 13 июля 2012 года убита Стукалова (род. 1937), похищено 20 тыс. рублей
29. Москва, Волгоградский проспект, 7 сентября 2012 года убита Гладкова (род. 1921), похищено 100 тыс. рублей
30. Иваново, ул. Куликова, 12 сентября 2012 года убита Радченко (род. 1925), похищено 70 тыс. рублей
31. Уфа, пр. Октября, 25—26 сентября 2012 года убита Сидикова (род. 1925), похищено 30 тыс. рублей
32. Уфа, Шкаповский пер., 26—27 сентября 2012 года убита Шарафутдинова (род. 1943) — самая младшая из жертв, похищено 7 тыс. рублей
33. Уфа, ул. Первомайская, 27—30 сентября 2012 года убита Выдренкова (род. 1929), похищено 230 тыс. рублей
34. Киров, ул. Комсомольская, 5 октября 2012 года убита Борисова (род. 1933), ценностей преступник не нашел